# Sul Brasil
Sul Brasil est une ville brésilienne située dans la mésorégion Ouest de Santa Catarina, dans l'État de Santa Catarina.

## Généralités
Les principales activités économiques de la ville sont l'agriculture (aviculture et élevage de poulets notamment), mais aussi l'industrie textile et du meuble. 
Au mois de septembre, tous les ans, à l'occasion de l'anniversaire de la municipalité, a lieu la « fête du poulet fermier ».

## Géographie
Sul Brasil se situe par une latitude de 26° 44′ 10″ sud et par une longitude de 52° 57′ 53″ ouest, à une altitude de 418 mètres.
Sa population était de 2 766 habitants au recensement de 2010. La municipalité s'étend sur 113 km2.
Elle fait partie de la microrégion de Chapecó, dans la mésorégion Ouest de Santa Catarina.

## Histoire
Le nom « Sul Brasil » vient l'entreprise Companhia Colonizadora Sul Brasil qui, en 1944, coordonna l'arrivée de descendants de colons allemands et italiens en provenance du Rio Grande do Sul. Peu après arrivèrent des polonais. L'objectif principal de ces colons était l'exploitation du bois sur ces terres fertiles et peu chères. Jusqu'en 1991, la localité de Sul Brasil était rattachée à la municipalité de Modelo, dont elle acquit son autonomie.

## Administration
La municipalité est constituée d'un seul district, siège du pouvoir municipal.

## Villes voisines
Sul Brasil est voisine des municipalités (municípios) suivantes :
- Irati
- Jardinópolis
- Modelo
- Pinhalzinho
- Saltinho
- Serra Alta